# سانتا ماریا لا فوسا
سانتا ماریا لا فوسا (به ایتالیایی: Santa Maria la Fossa) یک کومونه در ایتالیا است که در استان کسرتا واقع شده‌است. سانتا ماریا لا فوسا ۲۹٫۵ کیلومتر مربع مساحت و ۲٬۷۴۵ نفر جمعیت دارد و ۱۶ متر بالاتر از سطح دریا واقع شده‌است.